# Râul Covurlui
Pentru alte sensuri ale cuvântului, a se vedea Covurlui (dezambiguizare)
Râul Covurlui este un curs de apă, afluent de dreapta al râului Chineja.

## Bazin hidrografic
Râul Covurlui face parte din bazinul hidrografic al râului Prut.